# 贺新生
贺新生（1965年4月—），四川金堂人，中华人民共和国菌物学专家，西南科技大学生命与工程学院教授，在中国四川多次参与命名新的真菌物种。

## 生平
贺新生出生于四川金堂，1981年9月考入西南大学环境资源学院，1985年7月毕业后在西南科技大学生命科学与工程学院工作，1987年2月赴华中农业大学学习真菌学，1994年在四川大学学习生物工程学，1997年升任西南科技大学生命科学与工程学院副教授，2000年到复旦大学学习分子生物学，2002年自副教授升为教授。此外，贺新生在中国微生物学会等机构有会员身份，是中国中药协会的药用菌物专业委员会副主任委员，同时兼任四川省、福建省、河北省科技厅评审专家等专家职务。
贺新生多次参与命名新的真菌物种，2022年11月，贺新生与臺灣菌物學家朱宇敏、謝慧美组成的团队在美国真菌学会会刊《Mycologia》（中文译名：真菌学）发表论文，将一个在绵阳市发现的炭角菌属新物种命名为绵阳炭角菌。在此之前，该团队已经发现并命名过嗜鸡腿菇炭角菌。

## 由贺新生参与命名的分类单元
- 拟黄薄孔菌 Antrodia subxantha Y. C. Dai & X.S. He, 2012[6]
- 嗜鸡腿菇炭角菌 Xylaria coprinicola Y. M. Ju, H. M. Hsieh & X. S. He, 2011[5]
- 绵阳炭角菌 Xylaria mianyangensis Y.M. Ju, H.M. Hsieh & X.S. He, 2022[7]

## 主要著作
- 贺新生. . 北京: 科学出版社. 2017.
- 贺新生. . 北京: 科学出版社. 2015.
- 贺新生. . 北京: 科学出版社. 2011.